# Euplexia argyrosemastis
Euplexia argyrosemastis är en fjärilsart som beskrevs av George Francis Hampson 1918. Euplexia argyrosemastis ingår i släktet Euplexia och familjen nattflyn. Inga underarter finns listade i Catalogue of Life.